# Rok Božič
Rok Božič, slovenski nogometaš, * 23. januar 1985, Izola.
Božič je nekdanji slovenski profesionalni nogometaš, ki je igral na položaju vezista. Celotno kariero je igral za slovenske klube Koper, Izola in Triglav Kranj, le ob koncu kariere za italijanski Kras Repen. Skupno je v prvi slovenski ligi odigral 66 tekem in dosegel štiri gole, vse za Koper. Bil je tudi član slovenske reprezentance do 15, 16, 19 in 21 let. 